# Dasyblatta vogli
Dasyblatta vogli är en kackerlacksart som beskrevs av Karlis Princis 1955. Dasyblatta vogli ingår i släktet Dasyblatta och familjen småkackerlackor.
Artens utbredningsområde är Venezuela. Inga underarter finns listade i Catalogue of Life.